# Припор
Припор (мкд. Припор) је насеље у Северној Македонији, у источном делу државе. Припор је у саставу општине Кочани.

## Географија
Припор је смештен у источном делу Северне Македоније. Од најближег града, Кочана, насеље је удаљено 5 km северно.
Насеље Припор се налази у историјској области Осогово, на крајње јужним падинама Осоговске планина. Источно од насеља тече Оризарска река. Надморска висина насеља је приближно 660 метара. 
Месна клима је континентална.

## Становништво
Припор је према последњем попису из 2002. године имао 1 становника.
Претежно становништво у насељу су етнички Македонци (100%).
Већинска вероисповест месног становништва је православље.